# محمد أمين بنهاشم
محمد أمين بنهاشم (مواليد 20 يونيو 1975) هو لاعب كرة قدم مغربي سابق، ومدرب حالي، معروف بتدريبه لعدد من الأندية المغربية، وهو المدرب الحالي لنادي الوداد الرياضي.

## روابط خارجية
- محمد أمين بنهاشم على موقع قاعدة بيانات كرة القدم.إي يو (الإنجليزية)